# Jennings (Louisiana)

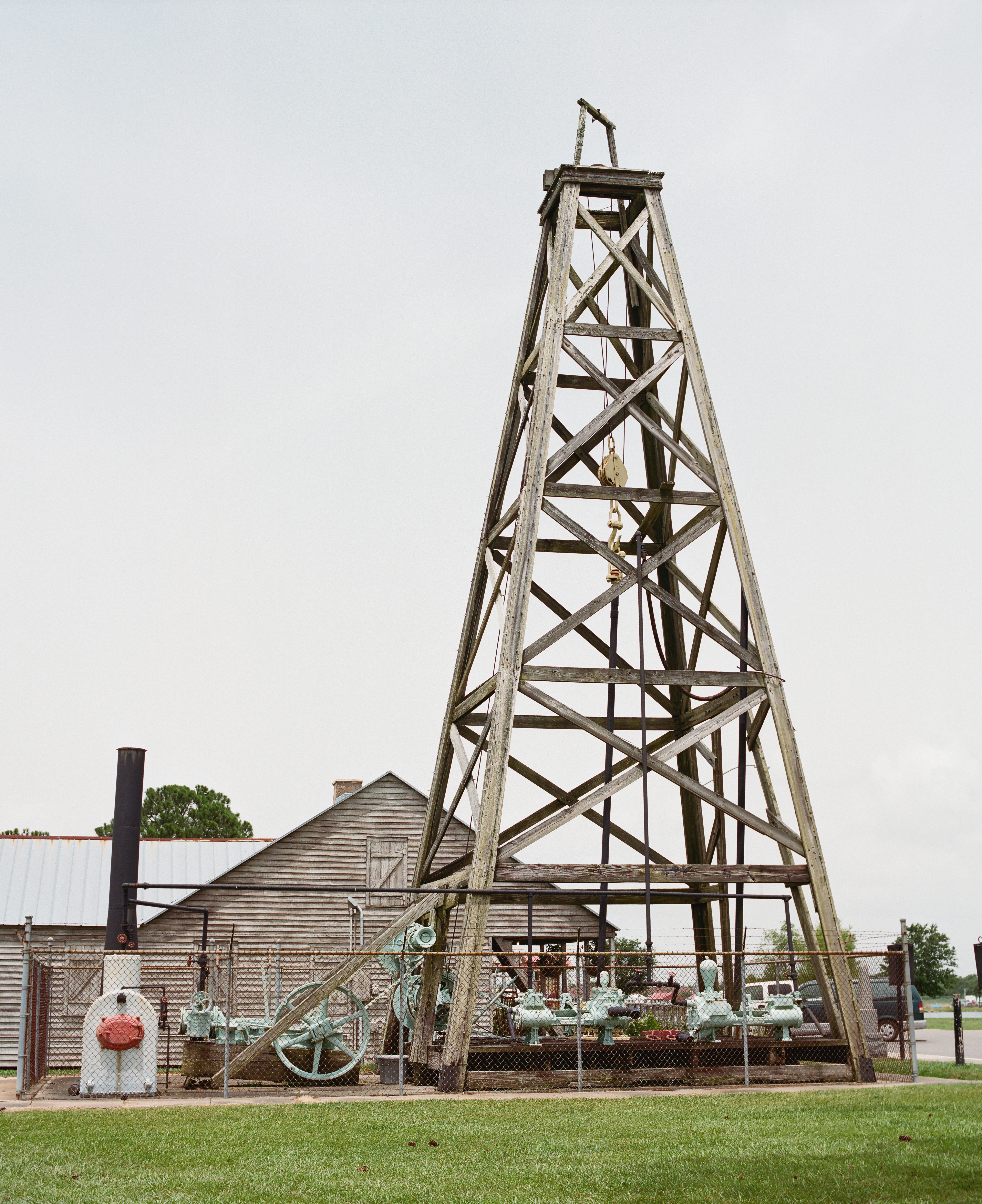
Olietoren

Jennings is een plaats (city) in de Amerikaanse staat Louisiana, en valt bestuurlijk gezien onder Jefferson Davis Parish. In 1901 werd hier begonnen met het oppompen van aardolie, als eerste plaats in Louisiana.

## Demografie
Bij de volkstelling in 2000 werd het aantal inwoners vastgesteld op 10.986.
In 2006 is het aantal inwoners door het United States Census Bureau geschat op 10.631, een daling van 355 (-3,2%).

## Geografie
Volgens het United States Census Bureau beslaat de plaats een oppervlakte van
26,5 km², geheel bestaande uit land. Jennings ligt op ongeveer 9 m boven zeeniveau.

## Plaatsen in de nabije omgeving
De onderstaande figuur toont nabijgelegen plaatsen in een straal van 20 km rond Jennings.